# Мемекс
Мемекс хипотетички је електромеханички уређај за интеракцију са документима микро форме. Идејни творац машине је био амерички инжењер Веневар Буш. Он је у свом есеју „As We May Think” објављеном 1945. замишљао мемекс као уређај помоћу којег људи могу компресовати и ускладиштити своје књиге, плоче и комуникацију; механизова тако да јој се може приступити невероватном брзином и лакоћом. Човек је требало да користи мемекс као личну аутоматизовану картотеку чинећи мемекс „увећаним интимним суплементом својој меморији.”
Концепт мемекса је утицао на рани развој хипертекст система који ће на крају довести до настанка веба и personal knowledge base софтвера. Бушов опис хипотетичке имплементације за потребе конкретне илустрације се заснивао на документу који би садржавао списак микро филм страница без правог хипертекс система који би деловима страница дао интерну структуру мимо уобичајеног текстуалног формата.